# کیدرایش
کیدرایش (به آلمانی: Kiedrich) یک شهر در آلمان است که در راینگاو-تاونوس واقع شده‌است. کیدرایش ۳٬۹۷۵ نفر جمعیت دارد.